# Кореопсис
Кореопсис, Ленок, или Парижская красавица (лат. Coreopsis) — род многолетних и однолетних цветковых травянистых растений семейства Астровые или Сложноцветные (Asteraceae).
Виды этого рода иногда включаются в близкий род Череда (Bidens) того же семейства, и напротив, некоторые систематики отдельные виды череды включают в состав рода Coreopsis.

## Название
Научное название растения образовано от двух греческих слов: κορις, означающего «клоп», и ὄψις, в значении «вид». Название выбрано в связи с внешней похожестью плодов на насекомых из  подотряда клопы.

## Ботаническое описание
Корневищные растения высотой от 45 до 120 см.
Цветы, как правило, жёлтого цвета с зубчатыми краями.
Плоды плоские, мелкие и сухие семянки, похожие на насекомых.

## Распространение
Двадцать восемь видов родом из Северной Америки, остальные — из Центральной и Южной Америки.

## Хозяйственное значение и применение
Около тридцати из сотни известных видов выращивают в культуре в качестве декоративных растений.

## Таксономия
Род Кореопсис включает 96 видов, которые распределены в 11 секциях.

### Секции
- Coreopsis sect. Anathysana
- Coreopsis sect. Calliopsis
- Coreopsis sect. Coreopsis
- Coreopsis sect. Electra
- Coreopsis sect. Eublepharis
- Coreopsis sect. Gyrophyllum
- Coreopsis sect. Leptosyne
- Coreopsis sect. Pseudoagarista
- Coreopsis sect. Pugiopappus
- Coreopsis sect. Silphidium
- Coreopsis sect. Tuckermannia

### Виды
- Coreopsis auriculata L. — Кореопсис ушковатый
- Coreopsis basalis (A.Dietr.) S.F.Blake — Кореопсис низовой
- Coreopsis bigelovii (A.Gray) Voss — Кореопсис Бигелоу
- Coreopsis bolanosana Panero & J.L.Villa
- Coreopsis breviligulata Sagást. & Sánchez Vega
- Coreopsis cajamarcana Sagást. & Sánchez Vega
- Coreopsis californica (Nutt.) H.Sharsm. — Кореопсис калифорнийский
- Coreopsis calliopsidea (DC.) A.Gray
- Coreopsis canescentifolia Sagást.
- Coreopsis capillacea Kunth
- Coreopsis celendinensis Sagást. & Sánchez Vega
- Coreopsis connata Cabrera
- Coreopsis crawfordii Mesfin
- Coreopsis cuneifolia Greenm.
- Coreopsis cyclocarpa S.F.Blake
- Coreopsis davilae Panero & Villaseñor
- Coreopsis delphiniifolia Lam.
- Coreopsis dentifolia Sánchez Vega, Sagást. & D.J.Crawford
- Coreopsis dilloniana Sánchez Vega, Sagást. & D.J.Crawford
- Coreopsis douglasii (DC.) H.M.Hall
- Coreopsis drummondii (D.Don) Torr. & A.Gray — Кореопсис Друммонди
- Coreopsis fasciculata Wedd.
- Coreopsis ferreyrae Sagást. & Sánchez Vega
- Coreopsis foliosa A.Gray
- Coreopsis gigantea (Kellogg) H.M.Hall — Кореопсис гигантский
- Coreopsis gladiata Walter
- Coreopsis glaucodes S.F.Blake & Sherff
- Coreopsis grandiflora Hogg ex Sweet — Кореопсис крупноцветковый
- Coreopsis guanajuatensis B.L.Turner
- Coreopsis hamiltonii (Elmer) Sharsm.
- Coreopsis helleborifolia Sánchez Vega, Sagást. & D.J.Crawford
- Coreopsis holodasya S.F.Blake
- Coreopsis imbricata Sherff
- Coreopsis insularis (Brandegee) S.F.Blake
- Coreopsis integra S.F.Blake
- Coreopsis integrifolia Poir.
- Coreopsis intermedia Sherff
- Coreopsis irmscheriana Bruns
- Coreopsis killipii Sherff
- Coreopsis lanceolata L. typus — Кореопсис ланцетовидный, или Кореопсис ланцетный
- Coreopsis latifolia Michx.
- Coreopsis leavenworthii Torr. & A.Gray
- Coreopsis lopez-mirandae Sagást.
- Coreopsis macbridei Sherff
- Coreopsis major Walter — Кореопсис большой
- Coreopsis maritima (Nutt.) Hook.f. — Кореопсис приморский
- Coreopsis mauiensis A.Gray
- Coreopsis maysillesii Sherff
- Coreopsis mcvaughii Crawford
- Coreopsis microlepis S.F.Blake & Sherff
- Coreopsis mollicula Sagást. & Sánchez Vega
- Coreopsis multifida DC.
- Coreopsis mutica DC.
- Coreopsis nodosa Sherff
- Coreopsis notha S.F.Blake & Sherff
- Coreopsis nudata Nutt.
- Coreopsis nuecensis A.Heller
- Coreopsis oaxacensis B.L.Turner
- Coreopsis oblanceolata S.F.Blake
- Coreopsis obovatifolia Sagást.
- Coreopsis palmata Nutt.
- Coreopsis paludosa M.E.Jones
- Coreopsis parviceps S.F.Blake & Sherff
- Coreopsis parvifolia S.F.Blake
- Coreopsis peruviana Sagást.
- Coreopsis pervelutina Sagást.
- Coreopsis petrophila A.Gray
- Coreopsis petrophiloides B.L.Rob. & Greenm.
- Coreopsis peucedanifolius Wedd.
- Coreopsis pickeringii A.Gray
- Coreopsis piurana Sherff
- Coreopsis poloe Sagást. & Zapata
- Coreopsis polyactis S.F.Blake & Sherff
- Coreopsis pringlei B.L.Rob.
- Coreopsis pubescens Elliott — Кореопсис пушистый
- Coreopsis pulchra Boynton
- Coreopsis queretarensis B.L.Turner
- Coreopsis rhyacophila Greenm.
- Coreopsis rosea Nutt. — Кореопсис розовый
- Coreopsis rudis (Benth.) Benth. & Hook.f. ex Hemsl.
- Coreopsis senaria S.F.Blake & Sherff
- Coreopsis seniflora Michx.
- Coreopsis serifolia Michx.
- Coreopsis sherffii S.F.Blake
- Coreopsis spectabilis A.Gray
- Coreopsis stillmanii (A.Gray) S.F.Blake
- Coreopsis teotepecensis Paray
- Coreopsis tinctoria Nutt. — Кореопсис красильный
- Coreopsis townsendii S.F.Blake
- Coreopsis tripteris L. — Кореопсис трёхкрылый
- Coreopsis ulugurica Gilli
- Coreopsis venusta Kunth
- Coreopsis verticillata L. — Кореопсис мутовчатый
- Coreopsis woytkowskii Sherff
- Coreopsis wrightii (A.Gray) H.M.Parker — Кореопсис Райта